# Arecibo (radiotelescoop)
De Areciboradiotelescoop was een radiotelescoop in Puerto Rico, ongeveer 10 kilometer ten zuiden van de plaats Arecibo, op de noordkust van het eiland. Hij werd tot 2011 beheerd door Cornell University in samenwerking met de Amerikaanse National Science Foundation. Na schade door orkaan Maria in 2017 en het breken van twee kabels in 2020 bleek de telescoop op instorten te staan en werd in november 2020 tot ontmanteling besloten. Op dinsdag 1 december 2020 stortte het boven de schotel hangende platform met het instrumentarium ruim 100 meter naar beneden.

## Beschrijving
De Areciboradiotelescoop was een van de beroemdste radiotelescopen van de wereld, voornamelijk door zijn enorme omvang. De belangrijkste schotel was 305 meter in diameter en werd gebouwd in een karst: een verlaging in het terrein die is ontstaan door een instorting van kalksteen. Hij was tot september 2016 de grootste gebogen schotel op aarde, met het grootste vermogen om fotonen op te vangen. Het record is in september 2016 overgenomen door de Five hundred meter Aperture Spherical Telescope in China.
Het oppervlak van de Areciboschotel bestond uit 38.778 geperforeerde aluminium panelen, elk ongeveer 1,80 meter bij 3,60 meter, die steunden op een wirwar aan kabels. Ze vormden een sferische reflector (in plaats van parabolisch, wat gebruikelijker is). Deze vorm vloeide voort uit de methode die werd gebruikt om de telescoop te richten. Bij de Arecibotelescoop zat de schotel namelijk vast, terwijl de ontvanger in het brandpunt werd verplaatst om signalen op te vangen die door het oppervlak van de schotel uit andere richtingen werden gereflecteerd.
De ontvanger bevond zich op een platform dat 900 ton woog. Dit hing 150 meter boven de schotel in de lucht, aan 18 kabels, die vastzaten aan drie torens van gewapend beton. Een van de torens was 120 meter hoog, de andere twee bijna 90 meter. De toppen van de torens bevonden zich overigens op dezelfde hoogte. Van de torens zijn de bovenste delen afgebroken. Het platform had een 93 meter lange, boogvormige arm die ronddraaide. Deze werd de azimuth arm genoemd. Op deze arm bevonden zich de antennes en de secundaire en tertiaire reflectors. Dit maakte het mogelijk om met deze telescoop de hemel te observeren binnen een kegelvormig gebied van veertig graden boven de plaatselijke horizon (declinatie tussen -1° en +38°). Puerto Rico's ligging in de buurt van de evenaar maakt het mogelijk om met Arecibo alle planeten in het zonnestelsel te observeren.
De bouw van de Arecibotelescoop was een initiatief van professor William E. Gordon van Cornell University. Oorspronkelijk was hij van plan de telescoop te gebruiken voor het bestuderen van de ionosfeer van de aarde. Daarbij werd uitgegaan van een vaste parabolische reflector, die op een vast punt was gericht, met een toren van 160 meter om de apparatuur in het brandpunt te houden. Dit ontwerp zou grote beperkingen met zich hebben meegebracht voor andere potentiële onderzoeksgebieden, zoals planetologie en radioastronomie, omdat het daarvoor noodzakelijk is de antenne op verschillende punten in de hemel te richten, en die punten gedurende langere tijd te volgen terwijl de aarde om haar as draait.
Ward Low van ARPA wees op deze tekortkoming en bracht Gordon in contact met het Cambridge Research Laboratory van de Amerikaanse luchtmacht (AFCRL) in Boston, Massachusetts. Een groep onderzoekers werkte daar onder leiding van Phil Blacksmith aan sferische reflectors, terwijl een andere groep de verspreiding van radiogolven in en door de buitenste atmosfeer bestudeerde. Cornell University legde het project in de zomer van 1958 aan ARPA voor. In november 1959 werd een contract getekend tussen AFCRL en Cornell University. Met de bouw werd begonnen in de zomer van 1960, waarna de officiële opening plaatsvond op 1 november 1963.
De Arecibotelescoop is van belang geweest bij veel wetenschappelijke ontdekkingen. Op 7 april 1964, kort na de ingebruikname, kon het team van Gordon H. Pettengill met de Arecibotelescoop vaststellen dat Mercurius niet in 88 dagen om zijn as draaide, zoals tot dan toe werd gedacht, maar in slechts 59 dagen. De telescoop is ook gebruikt voor militaire toepassingen, bijvoorbeeld om de locatie van radarinstallaties van de Sovjet-Unie te bepalen door hun signalen op te vangen als ze terugkaatsten van de Maan. Arecibo was ook de bron van de gegevens voor het SETI@home-project, dat door het SETI Instituut wordt uitgevoerd door middel van distributed computing op via het internet verbonden computers. De telescoop is in de periode dat ze in werking was diverse malen verbeterd.
Op 13 november 2003 werd via het tijdschrift Nature bekend dat, anders dan eerder werd gedacht, de polen van de Maan niet zijn bedekt met ijs. Ook deze ontdekking stoelde op metingen met de Arecibotelescoop.

## Einde
In 2017 liep de ontvangstschotel van de telescoop zware schade op door orkaan Maria doordat een antenne van 4,5 ton en 36 meter lang naar beneden viel.
Op 10 augustus 2020 brak een van de bijna 8 centimeter dikke staalkabels waar het instrumentarium aan hangt. Een deel van de kabel zwiepte tegen het instrumentarium aan en veroorzaakte schade. Het andere deel van de kabel viel op de schotel waardoor deze zwaar beschadigd raakte. Dit gebeurde terwijl herstel van beschadigingen in 2017 door orkaan Maria nog bezig was. Op 6 november 2020 brak nogmaals een kabel. Op 19 november 2020 werd kenbaar gemaakt dat de telescoop niet meer te redden was en dat deze daarom wordt ontmanteld. Er zou nog worden gepoogd onderdelen van de telescoop te bergen om die eventueel bij een andere telescoop te hergebruiken. Zo ver kwam het echter niet. Nog geen twee weken later, op 1 december, viel het hangende platform met het instrumentarium naar beneden.
Wanda Vázquez Garced, de gouverneur van Puerto Rico, heeft op 28 december 2020 een week voor haar uittreden per decreet aangegeven de herbouw van de telescoop tot doel te maken. Op welke termijn en voor welk bedrag dat moet gebeuren is niet duidelijk. Het Amerikaanse congres zal daarvoor geld beschikbaar moeten stellen.
Op 13 oktober 2022 werd door de National Science Foundation (NSF) bekendgemaakt dat het Arecibo observatorium geen nieuwe radiotelescoop krijgt maar dat op de locatie een educatief centrum wordt gebouwd. Het nieuwe onderwijsproject omvat ook geen langetermijnfinanciering voor de instrumenten die operationeel blijven op het observatorium waaronder een radioschotel van 12 meter en een lidar-systeem.
Kort na de ontmanteling van de installatie zijn de National Science Foundation en de Universiteit van Centraal Florida gestart met een onderzoek naar de oorzaken van de instorting. In 2024 werd bekendgemaakt dat het verval van de met zink gevulde voetstukken voor de ondersteuning van de stalen kabels de belangrijkste oorzaak was van het incident.

## Trivia
- In 1974 werd de telescoop gebruikt om de Areciboboodschap te versturen. Men hoopt dat de boodschap door intelligent buitenaards leven wordt opgevangen, zodat men daar weet dat er nog meer bewoonde planeten zijn.
- De telescoop figureerde in een aantal speelfilms: Cosmos (1977), de James Bondfilm GoldenEye (1995), Species (1995), Contact (1997) en The Losers (2010). In de tv-serie The X-Files speelde de telescoop een rol in de aflevering Little Green Men (1994).